# Leucochrysa catarinae
Leucochrysa catarinae är en insektsart som beskrevs av De Freitas och Penny 2001. Leucochrysa catarinae ingår i släktet Leucochrysa och familjen guldögonsländor. Inga underarter finns listade i Catalogue of Life.